# 가와게정
가와게정(河芸町)은 미에현 아게군에 설치되었던 정이다. 현재의 쓰시에 해당한다.